# フッ化物洗口
フッ化物洗口（フッかぶつせんこう、Fluoride mouth rinses）は、フッ化物水溶液を用いてブクブクうがいを行い、歯のエナメル質表面にフッ化物を作用させて、虫歯を予防する方法である。
簡便で費用が安く、萌出直後の歯に比較的高い効果が得られる。局所応用法の中では費用対効果に最も優れた方法で、学童期を中心とした永久歯のむし歯予防対策として有用な方法である。定期的なフッ化物歯面塗布や、家庭でのフッ化物配合歯磨剤と併用しても問題はなく、成人や高齢者においても隣接面や根面のむし歯予防に効果的である。
コクラン共同計画によれば、フッ化物洗口は永久歯の虫歯を、歯面数では平均27%、歯数では平均23%減少する。この効果はフッ化物配合歯磨剤の使用や水道水フッ化物添加環境下においても失われない。
2000年には世界で1億人がフッ化物洗口を利用している。2019年度には、日本国内のの14,158 施設、1,526,857人が実施している。
学校や職場では、公衆衛生アプローチとして集団単位で実施されるため集団フッ化物洗口と呼ばれることもある。フッ素うがい、フッ素洗口とも。

## 歴史
1945年水道水フッ化物添加開始により、フッ化物の全身応用による虫歯予防が普及し始めたが、局所応用法についてはBibbyによる1943年の研究を皮切りとして、虫歯予防におけるフッ化ナトリウムやフッ化第一錫含有液、酸性リン酸フッ化物の効果を試す先駆的努力が、積み重ねられた。それら3つの合成物の効果のいくつもの優れた研究が発表された。
フッ化物洗口は、1960年代のアメリカにて、公衆衛生手法として、主に学校において実施されはじめた。
広大な研究の結果として、週1回の0.2%フッ化ナトリウム洗口、毎日の0.05%フッ化ナトリウム洗口、毎日の0.2%フッ化物(酸性リン酸フッ化物APF)洗口の3つの洗口体系がアメリカ食品医薬品局により認可され、ADAにより承認された。
アメリカ歯科疾病研究所(en:National Institute of Dental Research)の資金による17地区の実証計画により得られた好ましい結果もあり、多い時で、1200万人の児童がフッ化物洗口に参加した。
2000年には世界で1億人がフッ化物洗口を利用している。

### 日本での歴史
日本におけるフッ化物洗口は1970年弥彦小学校地域歯科保健施策の一環として普及しはじめ
、2002年度末では全国40都道府県の2951施設において、30万3182児童が参加している。
2003年1月14日、厚生労働省は「フッ化物洗口の普及」を目的としてフッ化洗口ガイドラインを公表すると、全国で実施が拡大され、2007年度には全国の約6,400施設で約67万児童が実施している。
2019年度には、厚生労働省によるう蝕対策等歯科口腔保健の推進に係る調査が、みずほ情報総研を委託先として実施され、都道府県ごとのフッ化物洗口の実施状況が報告されている。それによると同年度には全国の14,158 施設、1,526,857人が実施している。
2020年、フッ化物洗口は1970年弥彦小学校での実施から国内実施50周年を迎え、新潟県は12歳児の虫歯本数が12年連続で全国最少と報道されている。

## 虫歯予防効果
コクラン共同計画によれば、フッ化物洗口は永久歯の虫歯を、歯面数では平均27%、歯数では平均23%減少する。この効果はフッ化物配合歯磨剤の使用や水道水フッ化物添加環境下においても失われない。
フッ化物洗口の利用による虫歯の発生本数の減少は、1年あたり、小児1人につき0.4歯面であり、水道水フッ化物添加地区や虫歯の少ない小児においては、おそらくその半分だろう、と概算されている。
1年間の虫歯増加が0.25歯面の集団においては、1歯面を予防するために、16人の小児がフッ化物洗口を(フッ化物を含まない洗口の代わりに)実施する必要がある。また、1年間のう蝕増加が2.14歯面の集団においては、1歯面を予防するために2人の小児が洗口をする必要がある。

### 健康格差の縮小効果

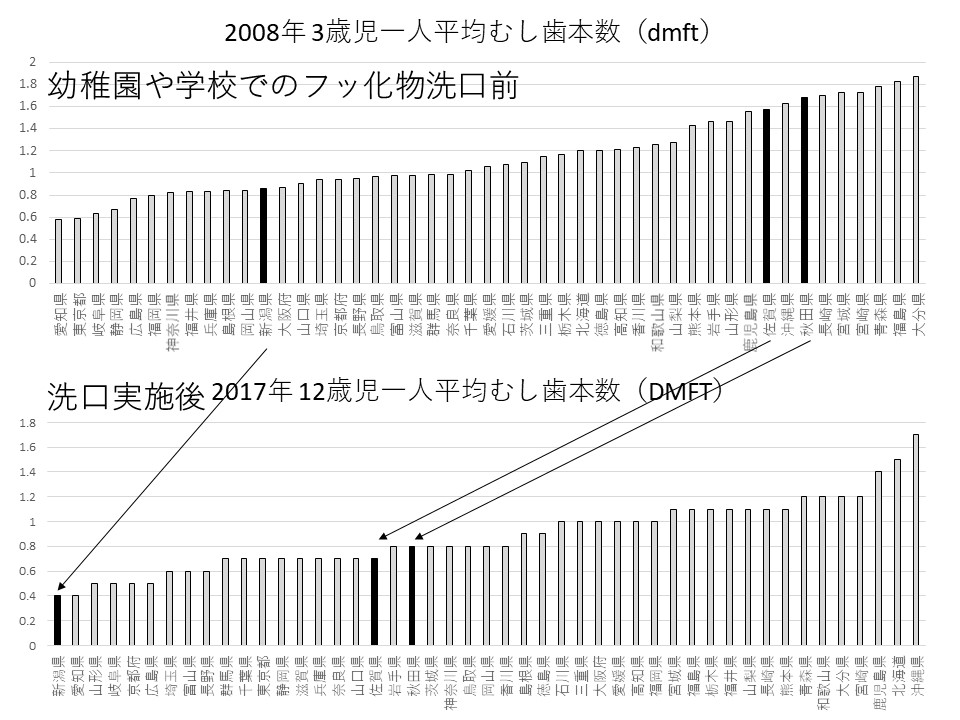
都道府県の齲蝕の格差とフッ化物洗口

集団フッ化物洗口にはコクラン共同計画にあるような計画的な研究における実験的な効果のほかに、健康格差の縮小などの公衆衛生的な効果があることが知られている。実験的な研究ではフッ化物洗口液(剤)が配布されるが、現実社会では貧困や時間的・精神的な余裕のなさで継続的にフッ化物洗口液(剤)購入することが難しい人々も多く存在すると考えられる。幼稚園・保育園・学校・職場で集団で実施することで、どのような家庭環境にある人でも平等にう蝕予防効果が得られる。
これは、学校などの環境がう蝕予防に有利に変わるというヘルスプロモーションになり、健康格差の縮小効果が期待される。実際、フッ化物配合歯磨剤(ハミガキ)が普及した今日においても、集団フッ化物洗口実施前の3歳児う蝕の都道府県ランキングと、学校などで実施後の12歳児う蝕の都道府県ランキングを比較すると、洗口の実施率が高い県でランキングの大幅な改善が認められる。基本的に3歳児も12歳児もう蝕のランキングには、社会経済状況が強く関連している。しかしフッ化物洗口がこの社会経済状況が強く関連するランキングをくつがえせる効果を示しているのである。このフッ化物洗口によるう蝕の健康格差緩和効果は学術論文でも確認されている 。

### 有害事象
コクラン共同計画によれば、フッ化物洗口はの有害事象は、ほとんど報告されていない。国際がん研究機関の公表するIARC発がん性リスク一覧では、飲料水中の無機フッ素化合物をGroup3(ヒトに対する発癌性が分類できない)の化学物質に分類している。
フッ化物洗口に用いられるフッ化物濃度は、週１回おこなう場合は900mg/L程度、毎日おこなう場合は250mg/L程度である。これは、フッ化物配合歯磨剤(ハミガキ)の濃度と同程度か低い(一般的なフッ化物配合歯磨剤のフッ化物濃度は950ppm～1450ppm)。日本においてフッ化物配合歯磨剤もフッ化物洗口も40年以上の歴史を持つが、歯のフッ素症をはじめとした有害事象は報告されていない。

## フッ化物洗口ガイドライン
2003年1月14日、厚生労働省は「フッ化物洗口の普及」を目的としてフッ化洗口ガイドラインと呼ばれる通達を各都道府県知事宛に送付した。これをうけ、国内の地方自治体では、フッ化物洗口の普及についての条例案や決議が可決されている。

### 日本学校歯科医会の見解
2005年3月31日、日本学校歯科医会は「学校における学校歯科医のためのフッ化物応用ガイドブック」を発行している。
2007年11月、日本学校歯科医会理事会は、フッ化物洗口を「大変意義深い」と評価している。
2011年3月31日、日本学校歯科医会は「学校におけるフッ化物応用ガイドブック」を発行している。

### 条例
2009年6月16日、北海道議会は、日本国内の地方自治体では初めてとなる、フッ化物洗口の普及を明言した「北海道歯・口腔の健康づくり8020推進条例」を交付し、同日より施行している。
2009年12月17日、長崎県議会は、北海道に続きフッ化物洗口の普及を明言した「長崎県歯・口腔の健康づくり推進条例」を可決し、2010年6月4日から施行している。
2010年6月29日、愛媛県議会は、フッ化物洗口の実施を明言した「愛媛県歯と口腔の健康づくり推進条例」を可決し、同日よりこれを交付、施行している。
2010年6月29日、佐賀県議会は、フッ化物洗口の実施を明言した「佐賀県笑顔とお口の健康づくり推進条例」を採決し、2010年6月30日、これを公布、施行している。
2010年10月8日、熊本県議会は、フッ化物洗口の実施を明言した「熊本県歯及び口腔の健康づくり推進条例」を制定、平成22年11月1日よりこれを施行している。
2011年12月22日、和歌山県議会は、フッ化物洗口の推進を明言した「和歌山県民の歯と口腔の健康づくり条例」を制定し、2012年4月1日からこれを交付、施行している。
2012年10月12日、秋田県議会は、フッ化物洗口の推進を明言した「秋田県歯と口腔の健康づくり推進条例」を制定し、同日にこれを交付、施行している 。

### 決議
2007年9月28日、和歌山県議会は「小学校等におけるフッ化物洗口の集団実施を推進する決議」を可決している。
2009年3月5日、長野県議会は「小学校等におけるフッ化物洗口の集団実施を推進する決議」を可決している
2009年10月14日、旭川市議会は「学校等におけるフッ化物洗口を推進する決議」を可決している。

## 学校におけるフッ化物洗口
1984年12月21日付けで当時の国会議員から国会に提出された「フッ素の安全性に関する質問主意書」に対する答弁書は、学校におけるフッ化物洗口について詳細に解説している。

### 位置付け
学校におけるフッ化物水溶液による洗口は、学校保健法第二条に規定する学校保健安全計画に位置付けられ、学校における保健管理の一環として実施されている。フッ化物水溶液による洗口の実施に当たつては、フッ素の身体に及ぼす影響について不安を持つ保護者もあるので、事前に保護者に対しその趣旨の説明を行い、その理解と協力を求める。フッ化物水溶液による洗口は、任意に行われるものであるので、それを拒否した場合、学校における保健管理上の義務違反にはならない。学校におけるフッ化物水溶液による洗口は、学校における保健管理の一環として実施されるものであるが、その性格にかんがみ、これを実施しようとする市町村教育委員会は、職務命令という手段で行うことは適当ではなく、事前に校長等の教職員はもとより、児童生徒の保護者や学校歯科医、学校薬剤師等にも十分説明し、その理解を得て協力体制を確立した上で実施することが望ましい。
適切な方法によるフッ化物水溶液による洗口については安全性に問題はないことから、フッ化物水溶液による洗口を禁止又は停止すべき児童生徒についての基準は、設けていない。

### 薬事法について
劇薬から劇薬でない医薬品を業として製造するには、薬事法に基づく製造業の許可が必要である。しかし、学校の養護教諭がフッ化ナトリウムを含有する医薬品をその使用方法に従い、溶解、希釈する行為は、薬事法及び薬剤師法に抵触するものではない。薬事法第四十八条第一項において、業務上劇薬を取り扱う者は、これを他の物と区別して貯蔵し、又はこれを陳列しなければならないことが規定されているが、これに従って保管する限り、同法に抵触しない。

## 都道府県における実施状況
都道府県における実施状況を示す。新潟県は1970年(昭和46年)から実施されている。

### 佐賀県
佐賀県では、2002年(平成14年)度に小学校が導入され、2009年(平成21年)3月には、小学校でのフッ化物洗口実施率87.5%と、当時の都道府県では、全国一高い実施率となった。2011年(平成23年)度では168校中166小学校で実施されている。 12歳児の一人当たりむし歯本数が2006年(平成18年)度2.0本(全国29位)から、2012年(平成24年)度には0.8本(全国4位)と大幅に減少している。

## 政令指定都市における実施状況

政令指定都市の位置。全国20市のうち9市にて、学校におけるフッ化物洗口が実施されている。

政令指定都市における実施状況を示す。政令指定都市中、2013年には6市(新潟市、静岡市、浜松市、京都市、岡山市、熊本市)、2020年には9市(上記に加え仙台市、千葉市、北九州市)で実施されている。京都市は2000年代に、新潟市、熊本市は2010年代に急速に実施が拡大されている。

### 仙台市
仙台市は、2018年(平成30年)3月、学校でのフッ化物洗口拡大を明言した仙台市・歯と口の健康づくり後期計画を策定している。
2018年には私立小学校1校と市立小学校１校で実施されている。

### 千葉市
2017年(平成29年)は4校、2020年市内120校のうち7校で実施。

### 新潟市
小学校は1974年(昭和49年)度より開始し2012年(平成24年)には市内113校34校、中学校は1975年(昭和50年)度から開始し2012年(平成24年)には58中学校中8校で実施されている。
平成30年93校を目標に、平成23年31校、平成24年34校、平成25年45校、平成26年52校、平成27年64校、平成28年70校、平成29年82校で実施されている。
| 2011 | 2012 | 2013 | 2014 | 2015 | 2016 | 2017 | 2018     | 2019                 |
| ---- | ---- | ---- | ---- | ---- | ---- | ---- | -------- | -------------------- |
| 31   | 34   | 45   | 52   | 64   | 70   | 82   | 93(予定) | 未公表(全校実施予定) |

### 静岡市
1994年(平成６年)度より市内90校中4校で実施。

### 浜松市
1993年度(平成５年度)より市内104校のうち1校で実施されている。

### 京都市
1993年(平成５年)度より開始し、平成15年度には８校、平成16年度には4校、平成17年度には13校、平成18年度には42校、平成19年には市内168校の全学校で実施されている。
| 2003 | 2004 | 2005 | 2006 | 2007          |
| ---- | ---- | ---- | ---- | ------------- |
| 8    | 4    | 13   | 42   | 168(全校実施) |

### 岡山市
岡山市は2014年(平成26年)、フッ化物洗口の実施を明言した「岡山市歯科保健基本計画」を策定している。平成８年度より市内91校のうち10校で実施している。

### 北九州市
北九州市は、学校におけるフッ化物洗口の推進を明言した「学校における歯と口の健康づくり推進計画」を策定している 。
フッ化物洗口の実施校における児童の実施率は2021年（令和3年度）の83.4%から2026年（令和8年度）の目標92%としている。

### 熊本市
熊本市は、学校におけるフッ化物洗口の推進を明言した「第3次熊本市歯科保健基本計画」を策定している。
2021年(令和３年)度までのフッ化物洗口事業の全小学校92校の実施を目標とし、2012年(平成24年)の1校の開始から、2018年(平成30年)で21校、2019年(令和元年)度で41校にて実施されている。
| 2012 | 2013 | 2014 | 2015 | 2016 | 2017 | 2018 | 2019 | 2020     | 2021             |
| ---- | ---- | ---- | ---- | ---- | ---- | ---- | ---- | -------- | ---------------- |
| 1    | 3    | 7    | 7    | 9    | 10   | 21   | 41   | 71(予定) | 92(全校実施予定) |

この円滑な実施に向け、人材の確保を図るとし、熊本市のフッ化物洗口の予算額は2019年度で710万円、2020年度には1150万円となっている。